# Linia kolejowa nr 841
Linia kolejowa 841 – pierwszorzędna, jednotorowa, zelektryfikowana linia kolejowa, łącząca rejony SKA i SY stacji Skarżysko-Kamienna.